# Veciana (Katalonien)
Veciana ist eine katalanische Gemeinde (Municipio) mit 172 Einwohnern (Stand: 2024) in der Provinz Barcelona im Nordosten Spaniens. Sie liegt in der Comarca Anoia. Neben dem Hauptort Veciana besteht die Gemeinde aus den Ortschaften Montfalcó el Gros, Sant Pere del Vim, Segur, Santa María del Cami und La Rubiol.

## Lage
Veciana liegt etwa 54 Kilometer nordwestlich von Barcelona in einer Höhe von ca. 655 m. 

## Bevölkerungsentwicklung
| Jahr      | 1970 | 1981 | 1991 | 2001 | 2011 | 2021 |
| Einwohner | 306  | 211  | 163  | 157  | 168  | 181  |

## Sehenswürdigkeiten
- Burganlage von Veciana
- Burgruine von Segur
- Peterskirche
- Marienkirche von Veciana
- Marienkirche von Segur

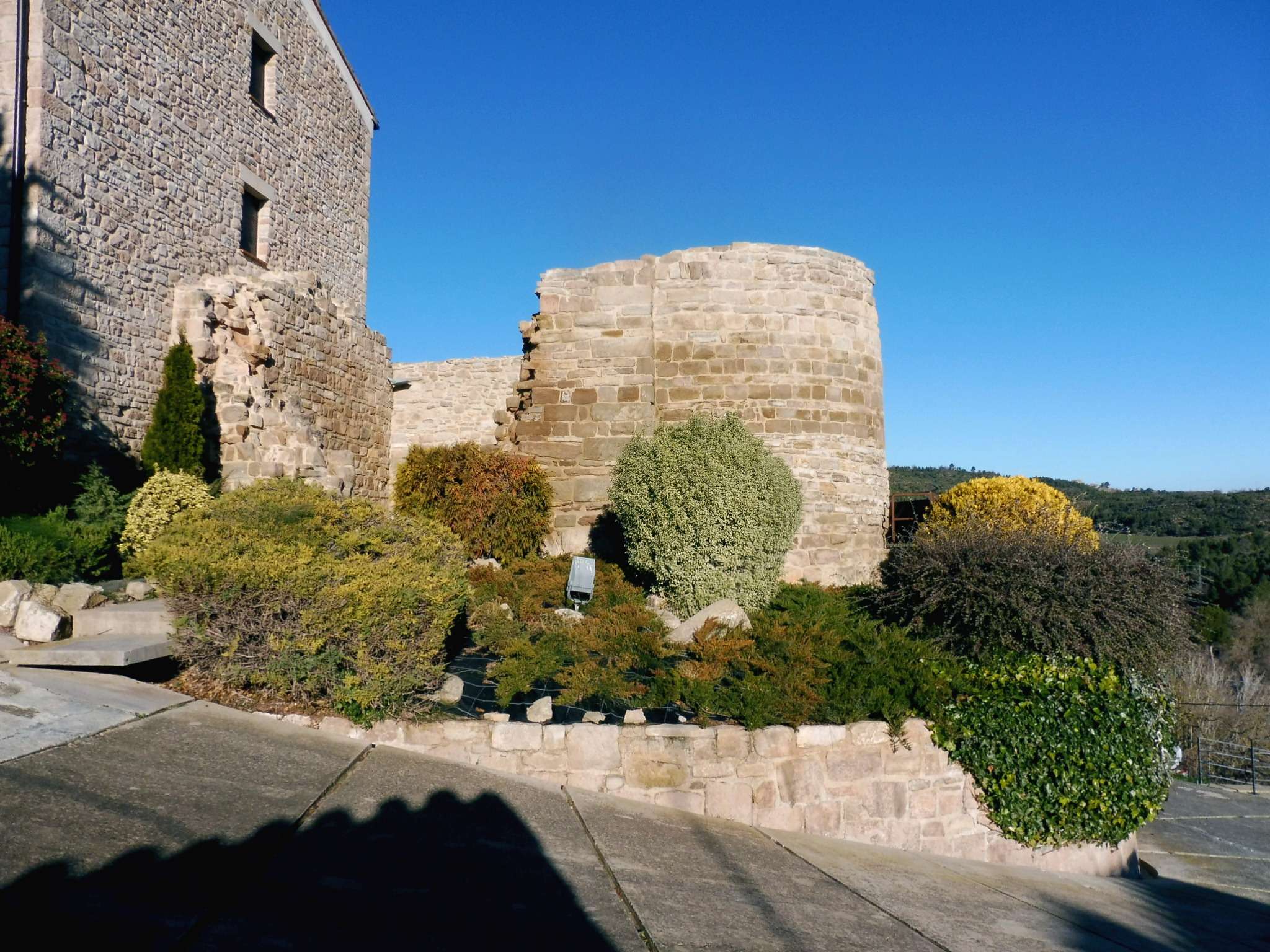
Burganlage
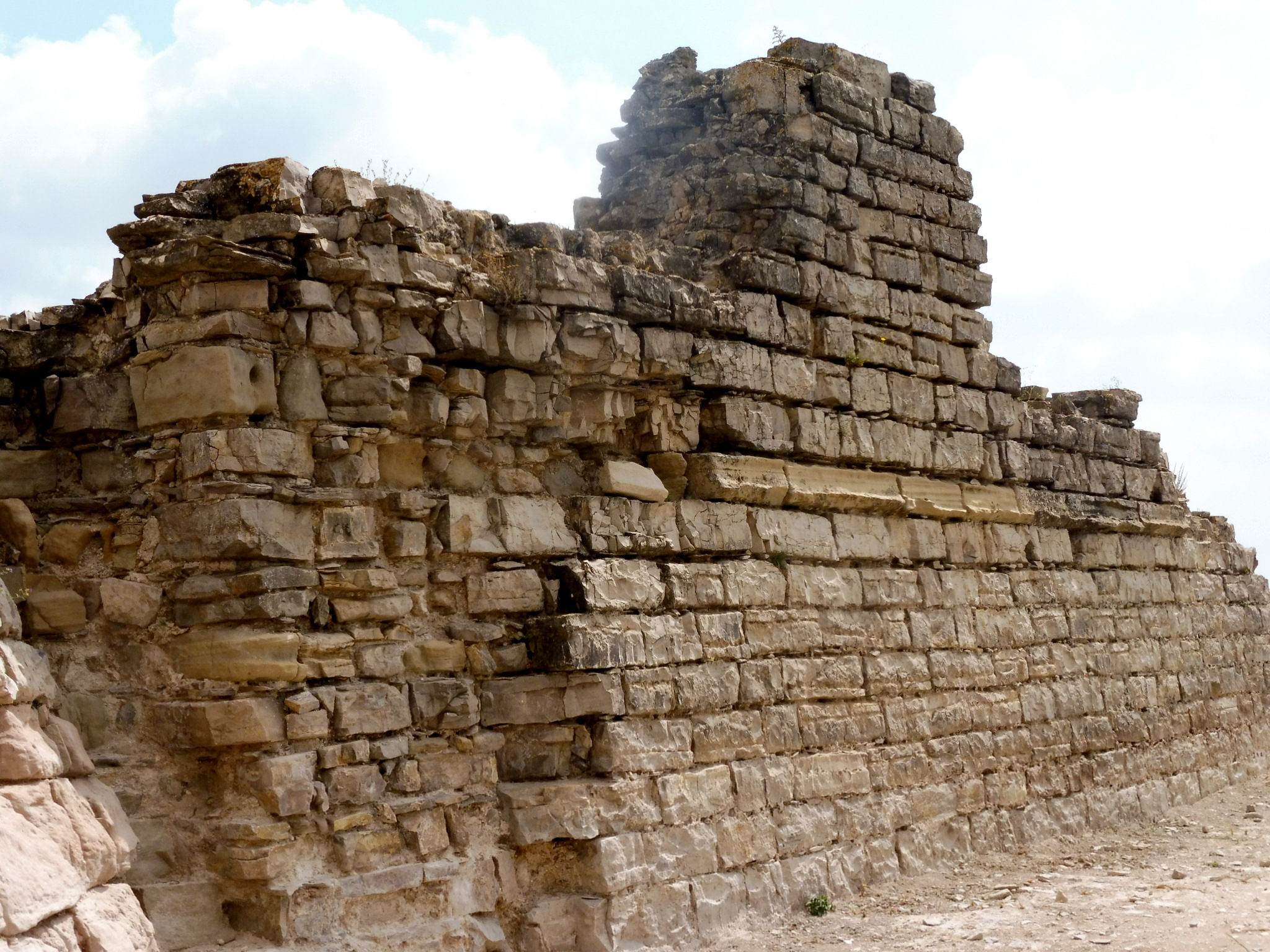
Burgruine von Segur
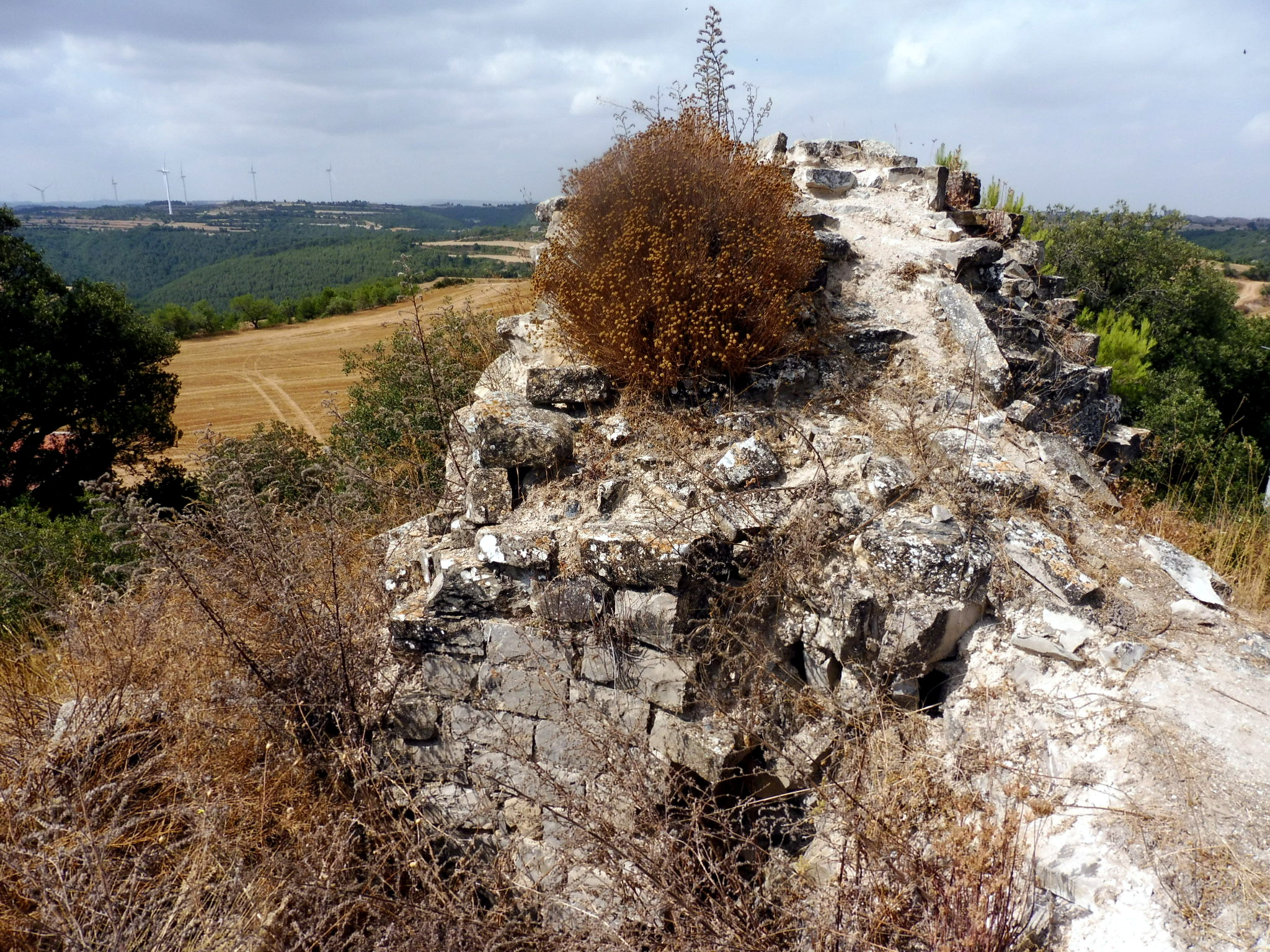
Burgruine von Montfalcó el Gros
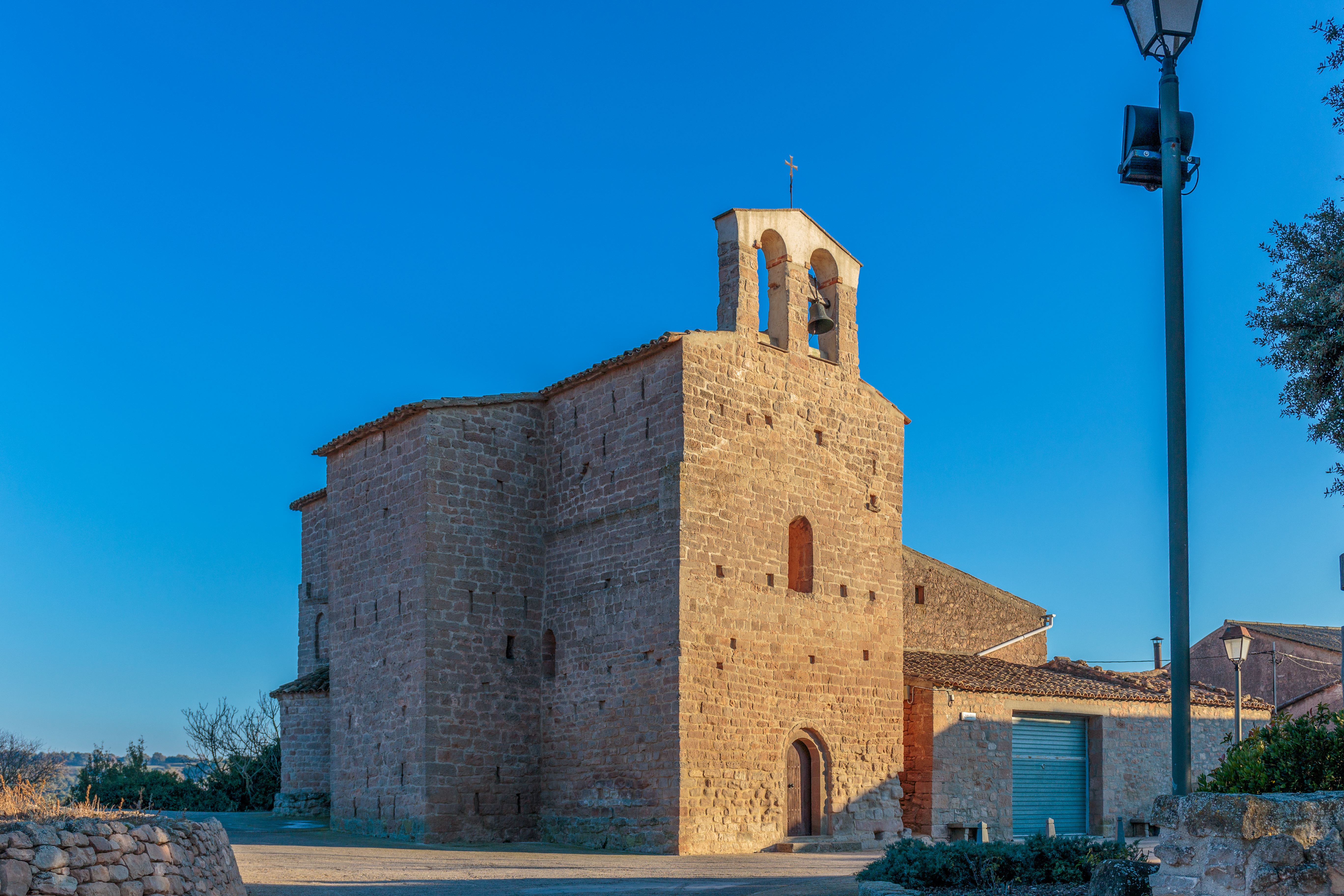
Peterskirche
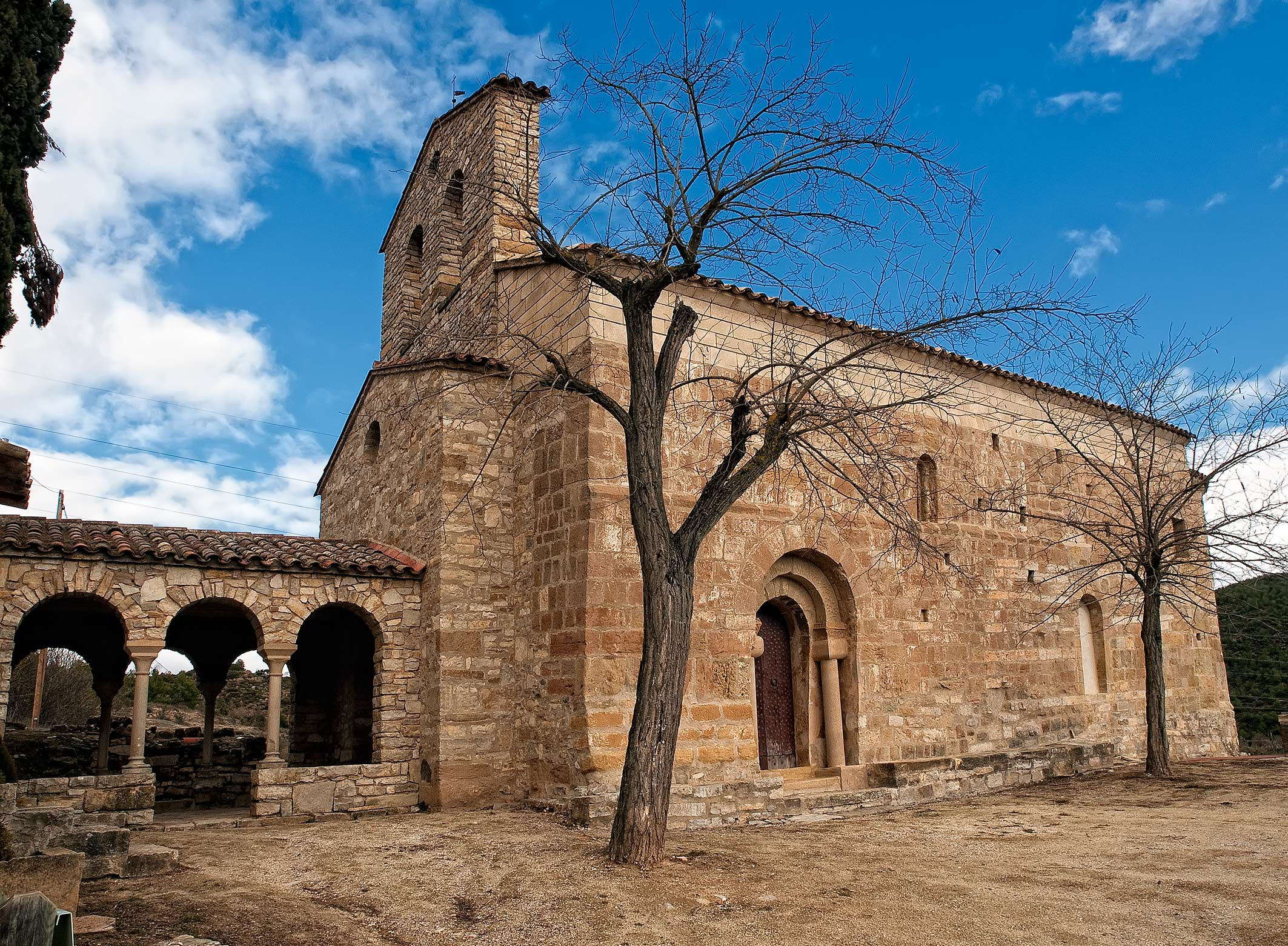
Marienkirche von Veciana
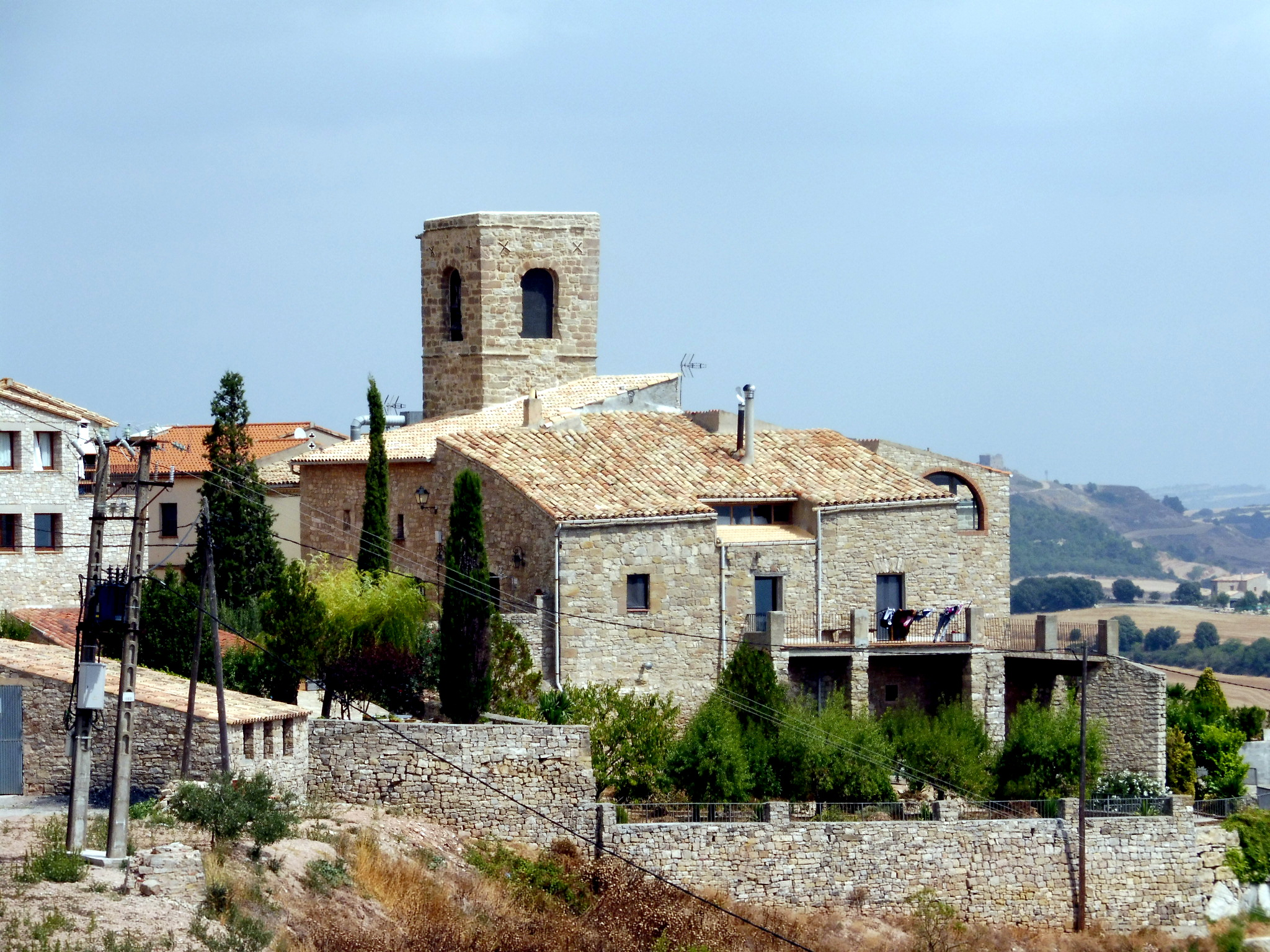
Marienkirche von Segur